# Hauptfehnkanal

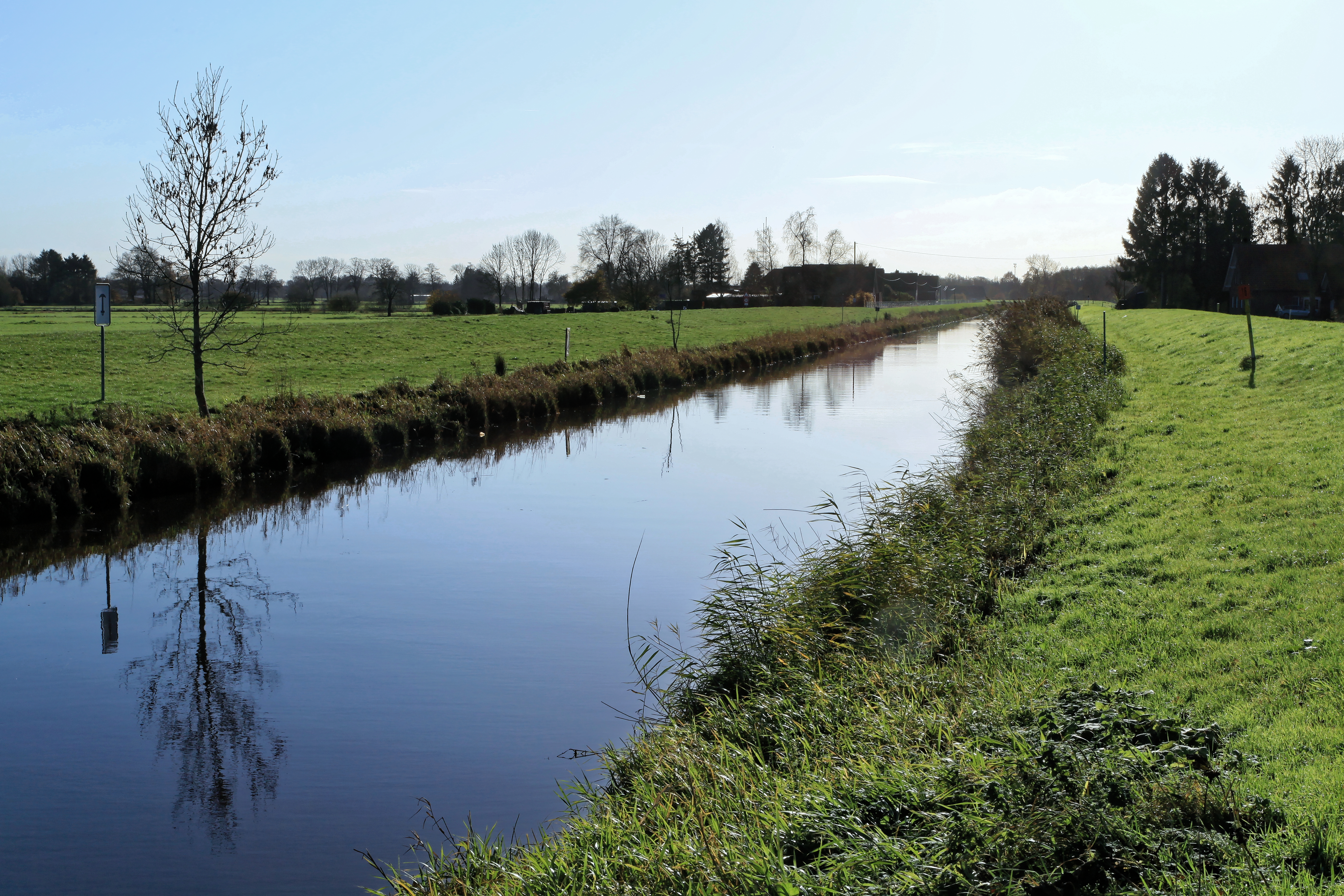
Blick auf den Hauptfehnkanal von der Tobiasbrücke

Der Hauptfehnkanal liegt in den Gemeinden Rhauderfehn und Ostrhauderfehn in Niedersachsen.

## Geografie
Der Hauptfehnkanal ist ein tideabhängiges Gewässer, da er ohne Schleuse direkt mit der ebenfalls tideabhängigen Leda vergebunden ist. Er erstreckt sich von der Einmündung in die Leda im Norden bis zu der Bundesstraße 438 im Süden. Nordwestlich von Ostrhauderfehn gabelt er sich in zwei Arme. Der westlichen Ast endet an der Schleuse Westrhauderfehn, der östliche Ast endet an der Schleuse Ostrhauderfehn.
Er hat eine Länge von knapp acht Kilometern bei einer durchschnittlichen Breite von 15 bis 20 Metern und einer Wassertiefe von ein bis zwei Metern.
Der Hauptfehnkanal wird maßgeblich vom (Burlage-)Langholter Tief gespeist, einem kleinen, an seinem Oberlauf stark gewundenen Fluss, dessen Quellbäche das Bruchwasser und die Esterweger Beeke sind.
Folgende Orte liegen am Hauptfehnkanal: Westrhauderfehn, Ostrhauderfehn, Holterfehn, Holte (Rhauderfehn) und Holtermoor. Außerdem ist am Kanal ein Klärwerk zu finden.

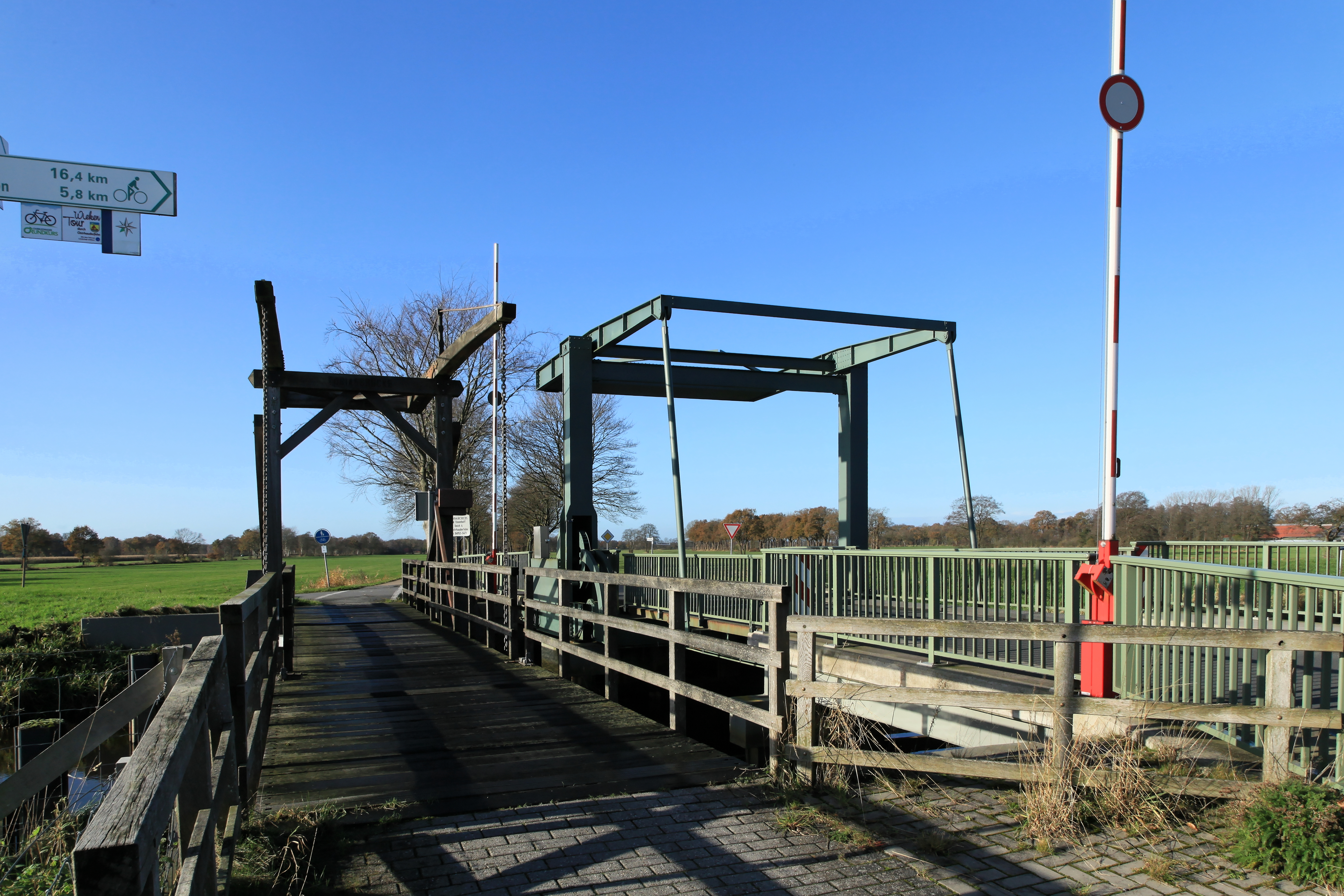
Tobiasbrücke(n)

## Geschichte
Als 1769 West- und Ostrhauderfehn gegründet worden waren, grub man im 19. Jahrhundert nordwestlich vom Westrhauderfehnkanal mit Muskelkraft einen Kanal, der in Richtung Norden in die Leda mündet. Ebenso führt der Kanal von der ersten Südwieke in Ostrhauderfehn in die Leda. Der Kanal wurde als Wasserstraße für den Abtransport von gestochenem Torf angelegt. Da in den beiden Gemeinden zu früherer Zeit die Seefahrt von großer Bedeutung war, fuhr man mit den Torfmutten und Tjalken über den Kanal, Leda und Ems in die Nordsee. Von dort fuhren die Seefahrer nach Bremen, Hamburg, Altona und viele andere Städte und Länder der Welt. Dort tauschten sie ihren Torf gegen Waren, die gerade auf dem Fehn gebraucht wurden.

## Heutige Nutzung
Der Torfstich ist dort heute wirtschaftlich bedeutungslos geworden. Das Gewässer dient heute der Naherholung, der Fischwirtschaft und der Freizeitschifffahrt mit Kleinfahrzeugen.